# Pyrenaria sophiae
Pyrenaria sophiae là một loài thực vật có hoa trong họ Theaceae. Loài này được (Hu) S.X.Yang & T.L. Ming miêu tả khoa học đầu tiên năm 1997.